# Giro d'Italia 2012
Startovním městem 95. ročníku Giro d'Italia byl dánský Herning. Byl to již třetí start za deset let mimo Itálii a zároveň také nejsevernější. Tento ročník probíhal od 5. května do 27. května. K uctění památky Woutera Weylandta, který v minulém ročníku tragicky zahynul bylo jeho číslo, 108, navždy vyřazeno ze startovní listiny. Na startu bylo celkem 22 týmů z toho 18 ProTour týmů a 4 kontinentální. Celkem závodilo 198 závodníků. Mezi nimi byli i dva čeští zástupci Roman Kreuziger a Jan Bárta . Velkou převahu měli Italové (celkem 58 účastníků). Letošní Giro d'Italia mělo 21 etap, z toho 3 časovky (2 individulání a 1 týmová), 7 etap bylo rovinatých, 6 kopcovitých a 5 horských.

## Etapy
| #   | datum    | etapa                                     | km       | vítěz etapy          | v růžovém po etapě   | typ etapy           |
| 1.  | so 5.5.  | Herning                                   | 8,7 km   | Taylor Phinney       | Taylor Phinney       | časovka jednotlivců |
| 2.  | ne 6.5.  | Herning - Herning                         | 206 km   | Mark Cavendish       | Taylor Phinney       | rovinatá etapa      |
| 3.  | po 7.5.  | Horsens - Horsens                         | 190 km   | Matthew Harley Goss  | Taylor Phinney       | rovinatá etapa      |
|     | út 8.5   | VOLNÝ DEN                                 |          |                      |                      |                     |
| 4.  | st 9.5.  | Verona - Verona                           | 33, 2 km | Garmin-Barracuda     | Ramunas Navardauskas | časovka týmů        |
| 5.  | čt 10.5. | Modena - Fano                             | 209 km   | Mark Cavendish       | Ramunas Navardauskas | rovinatá etapa      |
| 6.  | pá 11.5. | Urbino - Porto Sant´Elpidio               | 210 km   | Miguel Ángel Rubiano | Adriano Malori       | kopcovitá etapa     |
| 7.  | so 12.5. | Recanati - Rocca di Cambio                | 205 km   | Paolo Tiralongo      | Ryder Hesjedal       | kopcovitá etapa     |
| 8.  | ne 13.5. | Sulmona - Lago Laceno                     | 229 km   | Domenico Pozzovivo   | Ryder Hesjedal       | kopcovitá etapa     |
| 9.  | po 14.5. | San Giorgio del Sanino - Frosinone        | 166 km   | Francisco Ventoso    | Ryder Hesjedal       | rovinatá etapa      |
| 10. | út 15.5  | Civitavecchia - Assisi                    | 186 km   | Joaquim Rodríguez    | Joaquim Rodríguez    | kopcovitá etapa     |
| 11. | st 16.5  | Assisi - Montecatini Terme                | 255 km   | Roberto Ferrari      | Joaquim Rodríguez    | rovinatá etapa      |
| 12. | čt 17.5. | Seravezza - Sestri Levante                | 155 km   | Lars Bak             | Joaquim Rodríguez    | kopcovitá etapa     |
| 13. | pá 18.5. | Savona - Cervere                          | 121 km   | Mark Cavendish       | Joaquim Rodríguez    | rovinatá etapa      |
| 14. | so 19.5. | Cherasco - Breuil-Cervinia                | 206 km   | Andrey Amador        | Ryder Hesjedal       | horská etapa        |
| 15. | ne 20.5. | Busto Arsizio - Lecco/Pian dei Resinelli  | 169 km   | Matteo Rabottini     | Joaquim Rodríguez    | horská etapa        |
|     | po 21.5  | VOLNÝ DEN                                 |          |                      |                      |                     |
| 16. | út 22.5. | Limone sul Garda - Falzes/Pfalzen         | 173 km   | Jon Izaguirre        | Joaquim Rodríguez    | kopcovitá etapa     |
| 17. | st 23.5. | Falzes/Pfalzen - Cortina d'Ampezzo        | 186 km   | Joaquim Rodríguez    | Joaquim Rodríguez    | horská etapa        |
| 18. | čt 24.5. | San Vito di Cadore - Vedelago             | 149 km   | Andrea Guardini      | Joaquim Rodríguez    | rovinatá etapa      |
| 19. | pá 25.5. | Treviso - Alpe di Pampeago                | 198 km   | Roman Kreuziger      | Joaquim Rodríguez    | horská etapa        |
| 20. | so 26.5. | Caldes/ Val di Sole - Passo dello Stelvio | 219 km   | Thomas De Gendt      | Joaquim Rodríguez    | horská etapa        |
| 21. | ne 27.5. | Milán                                     | 30 km    | Marco Pinotti        | Ryder Hesjedal       | časovka jednotlivců |